# روسینی! روسینی!
روسینی! روسینی! (به انگلیسی: Rossini! Rossini!) فیلمی محصول سال ۱۹۹۱ و به کارگردانی ماریو مونیچلی است. در این فیلم بازیگرانی همچون سرجو کاستلیتو، فیلیپ نوآره، جورجو گابر، جکلین بیسیت، آسومپتا سرنا، سابین آزما، گالئاتسو بنتی، فیودور شالیاپین، کلودیو گورا، سیلویا کوهن، مائوریتسیو ماتیولی، پیا ولسی و ویتوریو گاسمن ایفای نقش کرده‌اند.
این فیلم دربارهٔ زندگی جواکینو روسینی است.